# Kaila Charles
Kaila Charles (ur. 23 marca 1998 w Glenn Dale) – amerykańska koszykarka, występująca na pozycjach rzucającej lub niskiej skrzydłowej.
W 2016 wystąpiła w spotkaniach gwiazd amerykańskich szkół średnich McDonald’s All-American i WBCA All-American. Została też zaliczona do II składu Jordan Brand Classic USA Today All-America.
Jej matka, Ruperta wystąpiła na igrzyskach olimpijskich w 1984, w biegu na 100 metrów. W 2014 została wybrana do Galerii Sław Sportu uczelni Howarda.
8 czerwca 2023 została zwolniona przez Seattle Storm.

## Osiągnięcia
Stan na 13 czerwca 2023, na podstawie, o ile nie zaznaczono inaczej.

### NCAA
- Uczestniczka rozgrywek:
  - Sweet 16 turnieju NCAA (2017)
  - II rundy turnieju NCAA (2017–2019)
- Mistrzyni:
  - turnieju konferencji Big Ten (2017, 2020)
  - sezonu regularnego Big 10 (2017, 2019, 2020)
- Wicemistrzyni turnieju Big 10 (2018, 2019)
- MVP turnieju Big 10 (2019)
- Laureatka nagrody Maryland Female Student Athlete of the Year (2020)
- Zaliczona do:
  - I składu:
    - Big 10 (2018–2020)
    - turnieju:
      - Big 10 (2018, 2019)
      - Miami Thanksgiving (2017)

    - najlepszych pierwszorocznych zawodniczek Big 10 (2017)
    - All-Big Ten Academic (2018–2020)

  - III składu All-American (2020 przez Associated Press, USBWA)
  - składu honorable mention All-American (2018 przez WBCA, 2019 przez Associated Press, WBCA)
- Zawodniczka kolejki:
  - NCAA (30.01.2018 według USBWA, 26.02.2019 według Citizen Naismith)
  - Big Ten (29.02.2018, 25.02.2019, 30.12.2019, 10.02.2020)
- Najlepsza pierwszoroczna zawodniczka kolejki Big Ten (23.02.2017)

### WNBA
- Finalistka pucharu WNBA Commissioner’s Cup (2021)[3]

### Indywidualne
(* – nagrody przyznane przez portal
- MVP kolejki ligi izraelskiej (3 – 2020/2021)
- Zaliczona do*:
  - I składu:
    - ligi izraelskiej (2023)[4]
    - zawodniczek zagranicznych ligi izraelskiej (2023)[4]

  - składu honorable mention ligi izraelskiej (2021)
- Liderka strzelczyń ligi izraelskiej (2023 – 24)[4]

### Reprezentacja
- Uczestniczka uniwersjady (2017 – 5. miejsce)